# Bernardo de Breidenbach
Bernardo de Breidenbach o también ‘Breydenbach’ (c. 1440 - 5 de mayo de 1497, Maguncia), deán de la diócesis metropolitana e insigne ciudad de Maguncia. 

## Biografía
Es autor de un famoso libro de viaje: Viaje a Tierra Santa. En este contexto igualmente lo encontramos en Maguncia como primer impresor del libro del Deán en su edición latina (1486), alemana (1486), flamenca (1488) y en idioma español (1498).

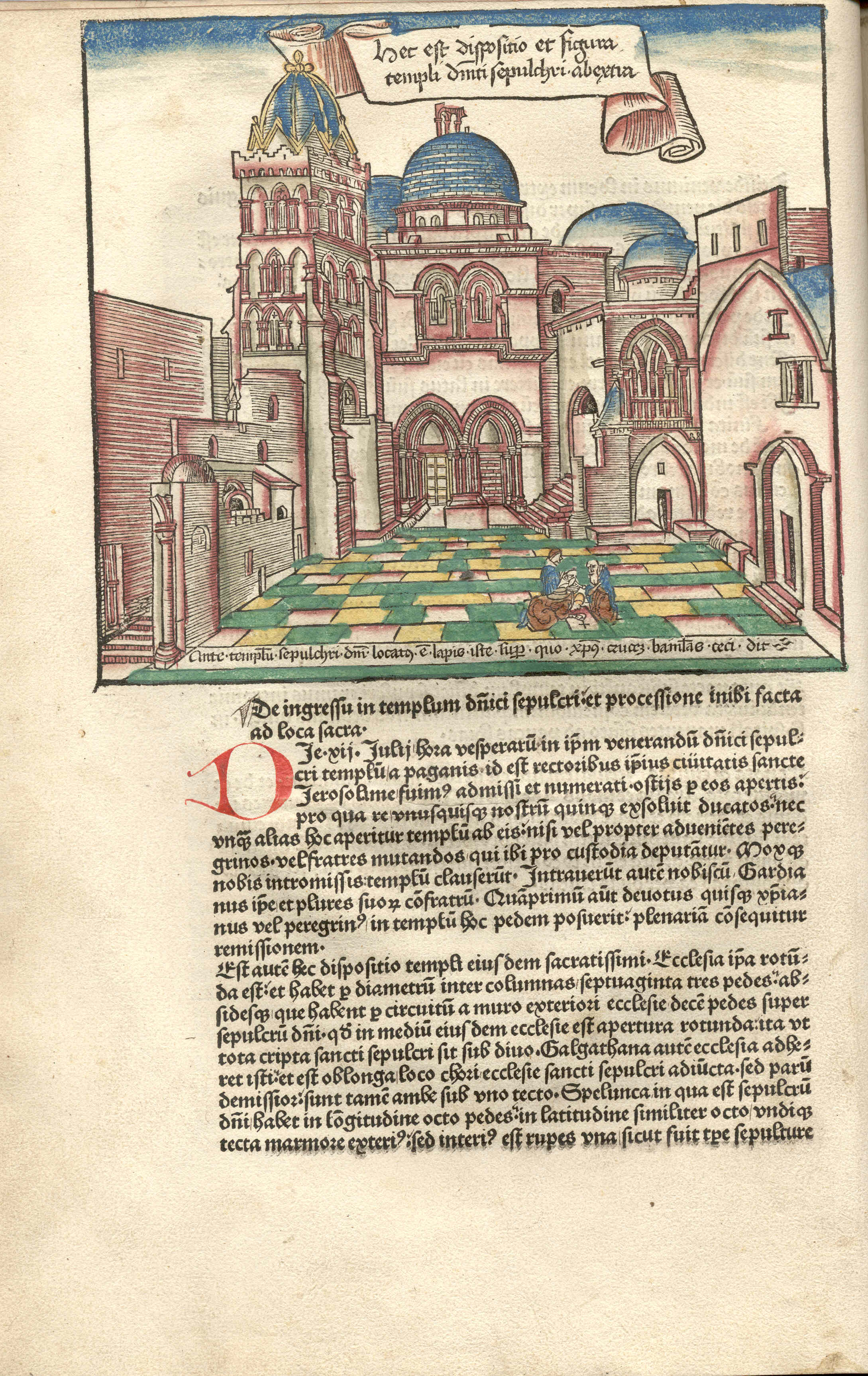
Imagen del Santo Sepulcro de Jerusalén en la edición en latín de Viaje a Tierra Santa, 1486.

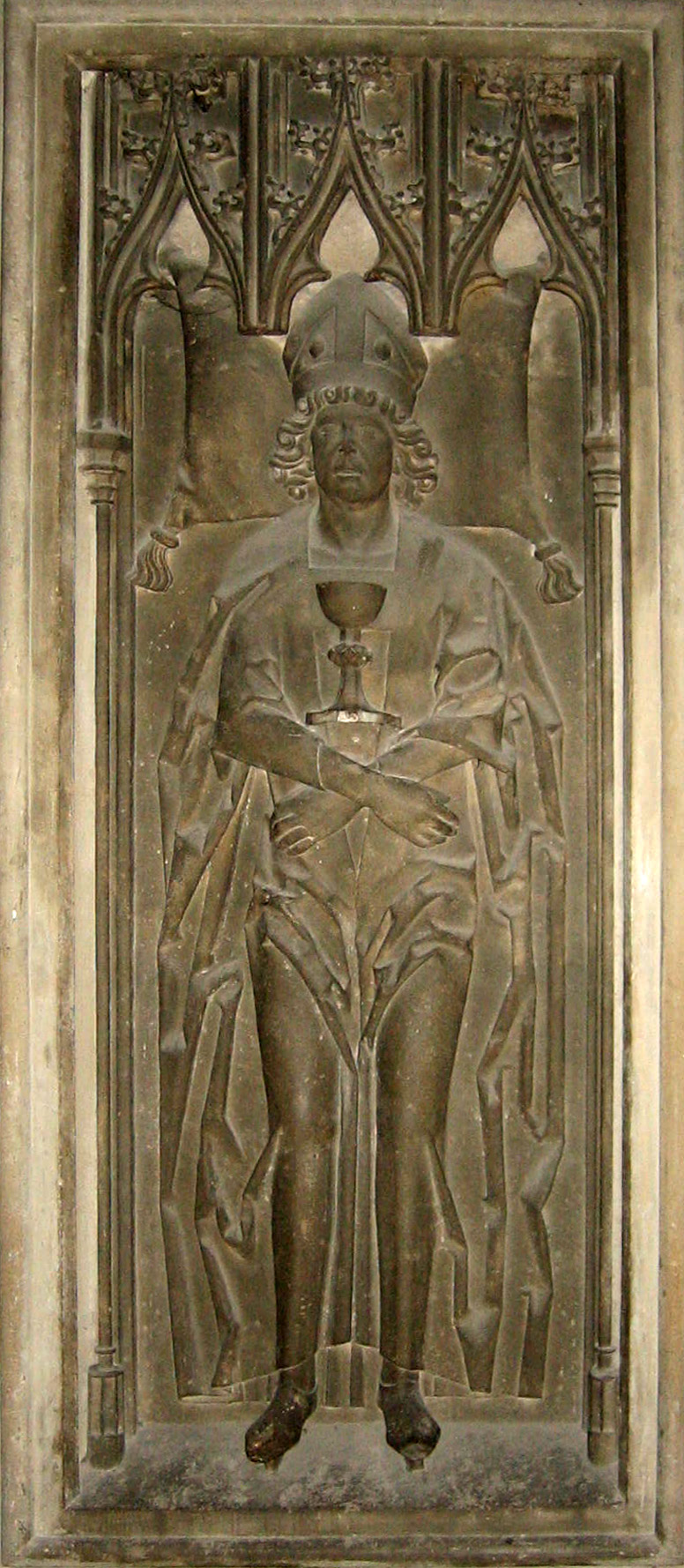
Tumba de Bernardo de Breidenbach delante de la Capilla de San Gotardo (Catedral de Maguncia).

## Obras
- Viaje a Tierra Santa. Zaragoza, Pablo Hurus, 1498, 16 de enero. fol. - 178 pp. foliadas: [I] - CLXXVIII. - sign: a-e8 fg4 hi6 k-q8 r6 s-x8 y4 z8 @6. - a dos columnas de 43-44 líneas cada una. Letra gótica de tres tamaños.